# Dodécaèdre romain
Un dodécaèdre romain est un petit objet creux de bronze ou de pierre en forme de dodécaèdre régulier à douze faces pentagonales ayant chacune un trou circulaire en son centre. Les couches de terre dans lesquelles ont été trouvés ces objets datent du IIe  au  IVe siècle apr. J.-C. , ils datent donc au plus tard de ces périodes.

## Exemplaires
De l'ordre d'une centaine de dodécaèdres romains ont été trouvés de l'Angleterre à la Hongrie et à l'est de l'Italie. La plus grande part a été découverte en France et en Allemagne, dans des zones originellement de peuplement celte et germain qui ne faisaient pas encore partie de l'empire romain à l'âge du bronze ou à la fin de l'âge du fer. Leur taille varie de 4 à 11 cm.
Un icosaèdre romain a également été découvert près d'Arloff, en Allemagne, après avoir longtemps été classé à tort comme dodécaèdre. Cet icosaèdre est actuellement exposé au Rheinisches Landesmuseum de Bonn.

Dodécaèdres romains de diverses origines
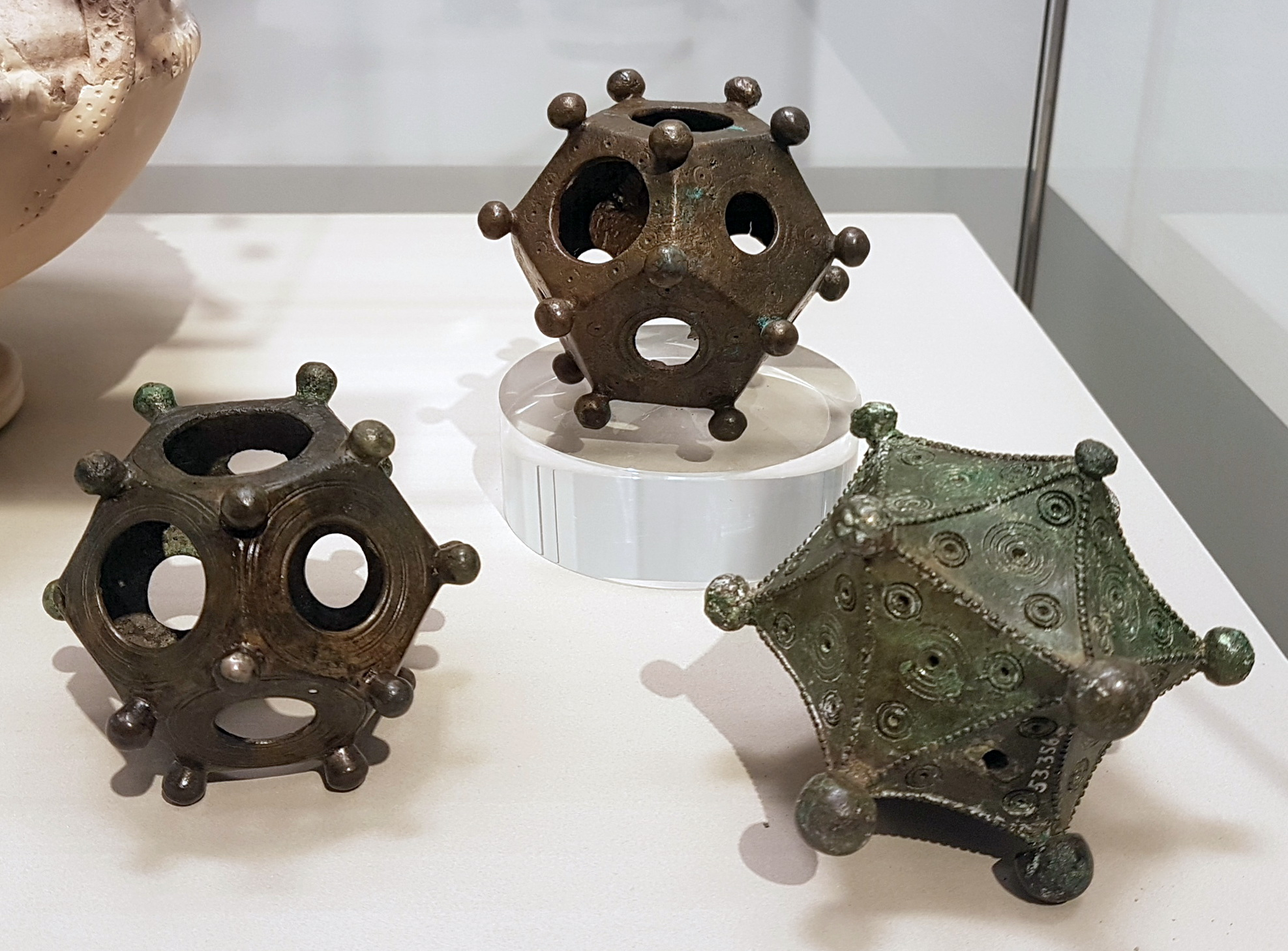
Deux dodécaèdres et un icosaèdre. Rheinisches Landesmuseum Bonn. Les dodécaèdres proviennent de Bonn et de Frechen-Bachem, l'icosaèdre, d'Arloff.
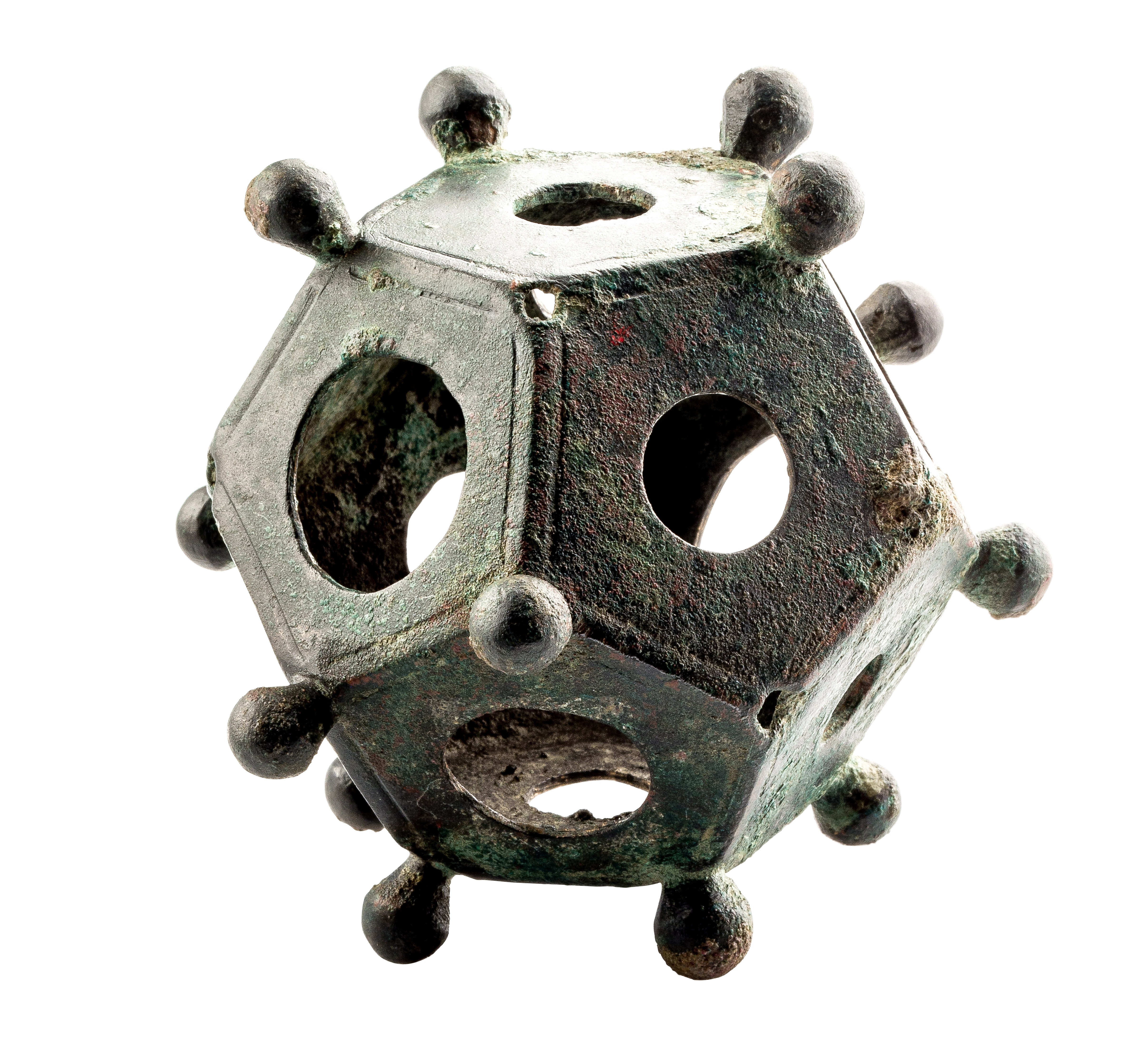
Dodécaèdre en bronze trouvé à Tongres (Belgique), Musée gallo-romain de Tongres.
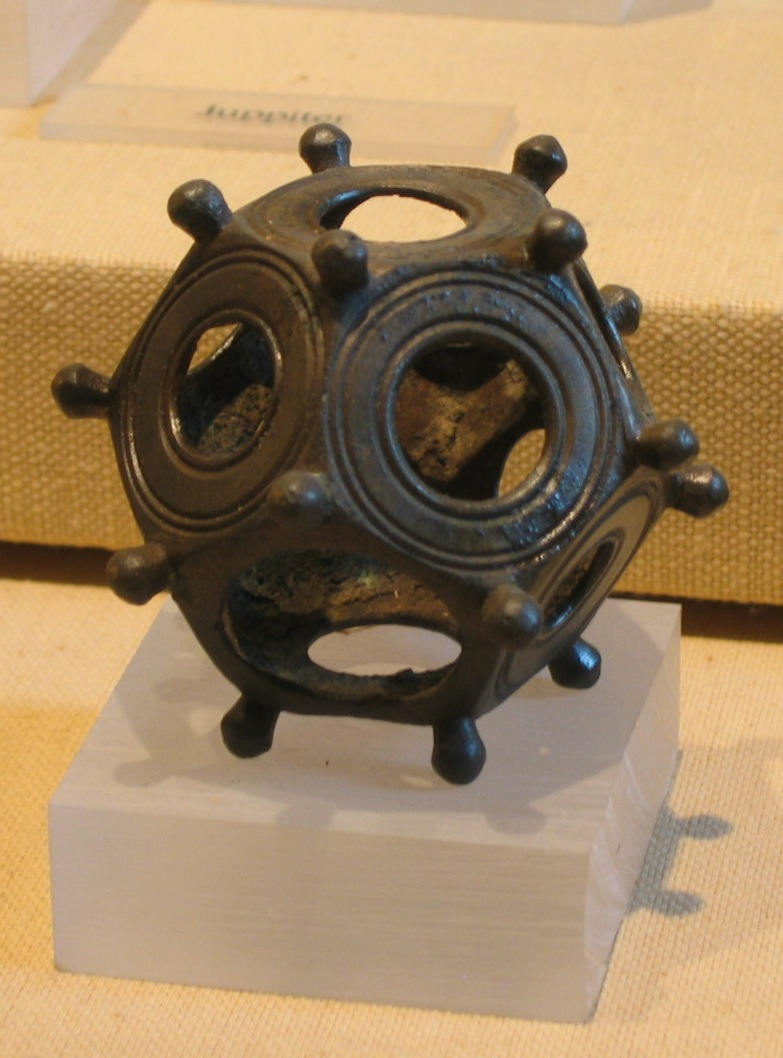
Dodécaèdre trouvé en Allemagne, en exposition au fort romain de la Saalburg, près de Bad Homburg (Hesse).
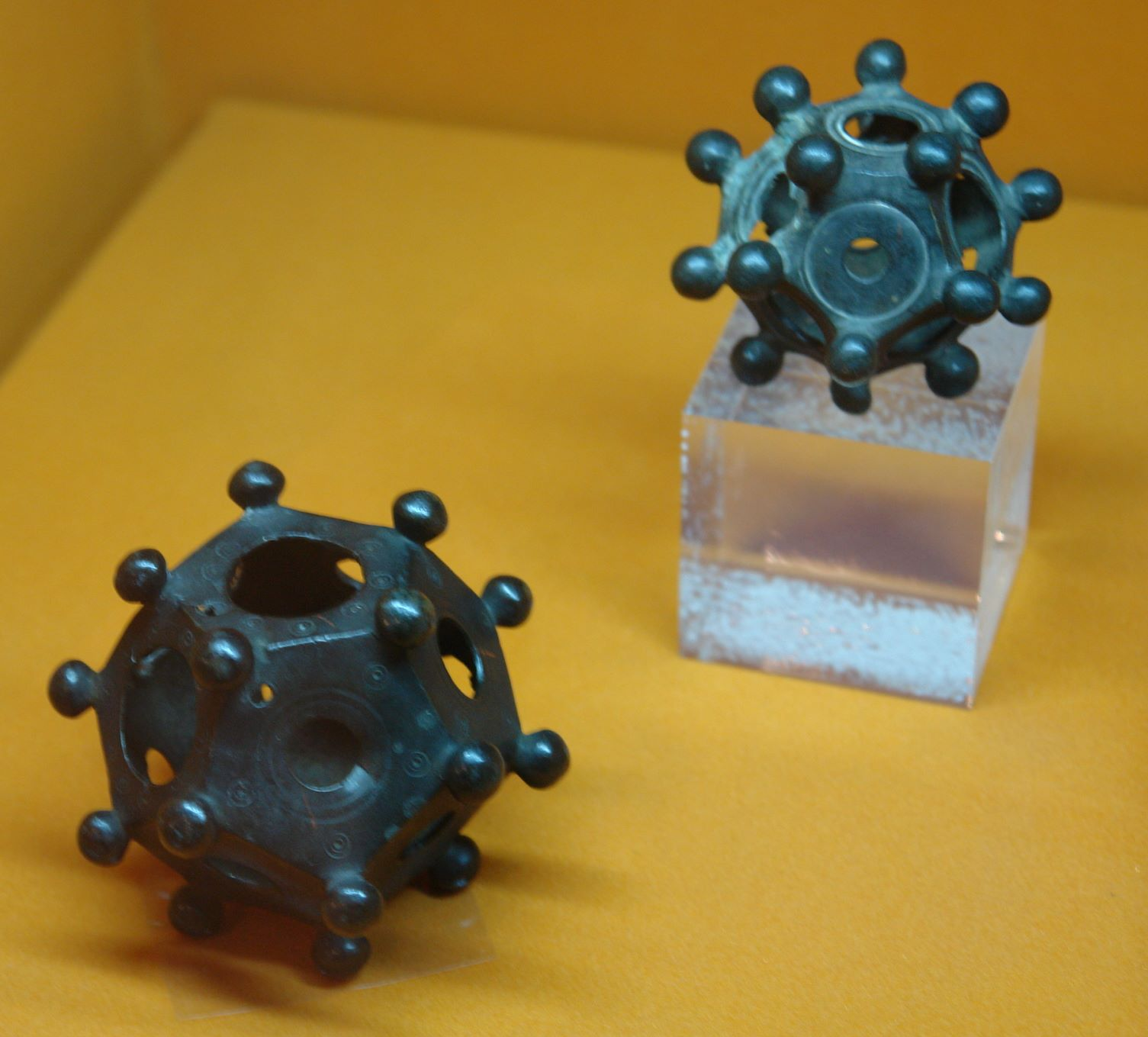
Dodécaèdres découverts à Lyon (France). Musée Lugdunum.

## Hypothèses
La fonction et l'usage de ces dodécaèdres restent inexpliqués. Aucun document d'époque, texte ou représentation, n'en fait mention. De très nombreuses spéculations ont été proposées, allant du chandelier, du dé, de l'instrument d'astronomie au gabarit pour conduites d'eau, mais aussi à l'outil utilisé en topographie. Un usage religieux a aussi été suggéré, basé sur le fait que la plupart des exemplaires a été trouvé sur des sites gallo-romains.
Louis Malleret rapporte en 1961 la découverte d'artefacts du même type dans le delta du Mékong. D'autres objets, bien que plus petits et faits en or, ont été trouvés depuis dans le sud-est de l'Asie. Leur fonction décorative est hors de doute.

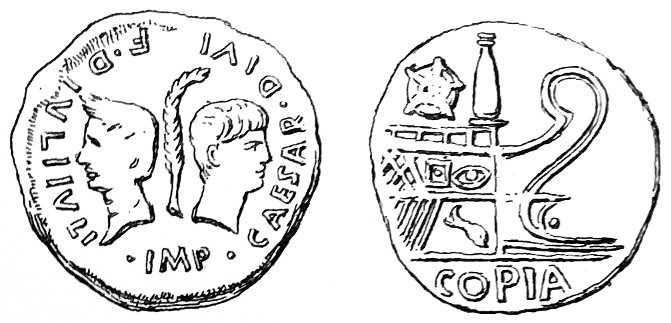
Représentation de l'as colonial de Lyon, figurant un dodécaèdre (en haut du revers, au-dessus de la proue).

André Steyert propose de voir sur l'as colonial de Lyon un dodécaèdre romain qu'il identifie avec un dé à douze faces. En faisant un rapprochement avec le jeu médieval du dodéchédron de fortune, il explique sa présence sur la pièce romaine comme un symbole de fortune, accompagné par ailleurs de la massue d'Hercule qui représenterait la force.
En 2023, Amy Gaines, une spécialiste du crochet, a proposé sur Youtube une démonstration de l'usage d'un dodécaèdre pour la fabrication de colliers en or tressés et de cordages.